# Instrumentbräda

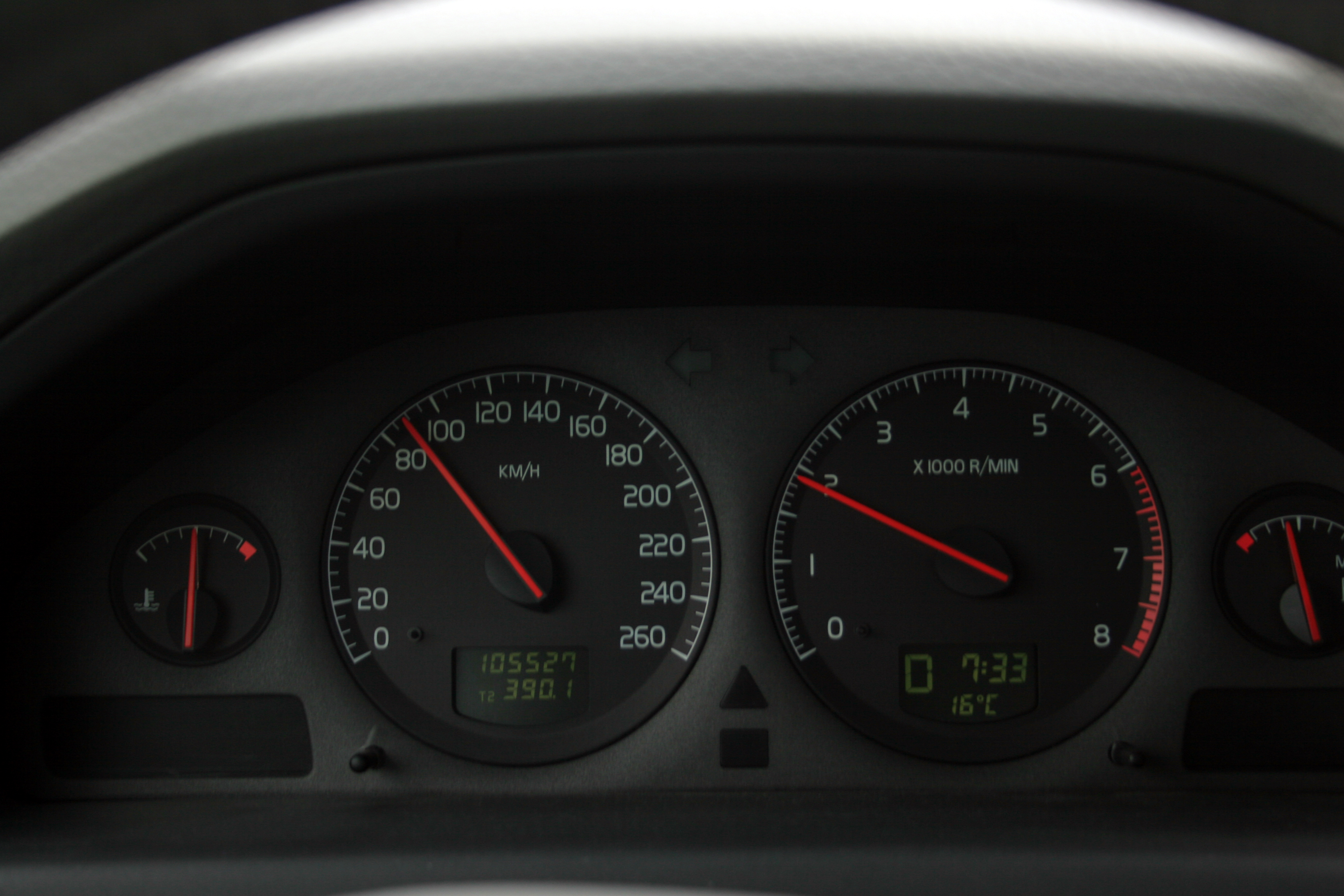
Instrumentkluster i en Volvo S80.

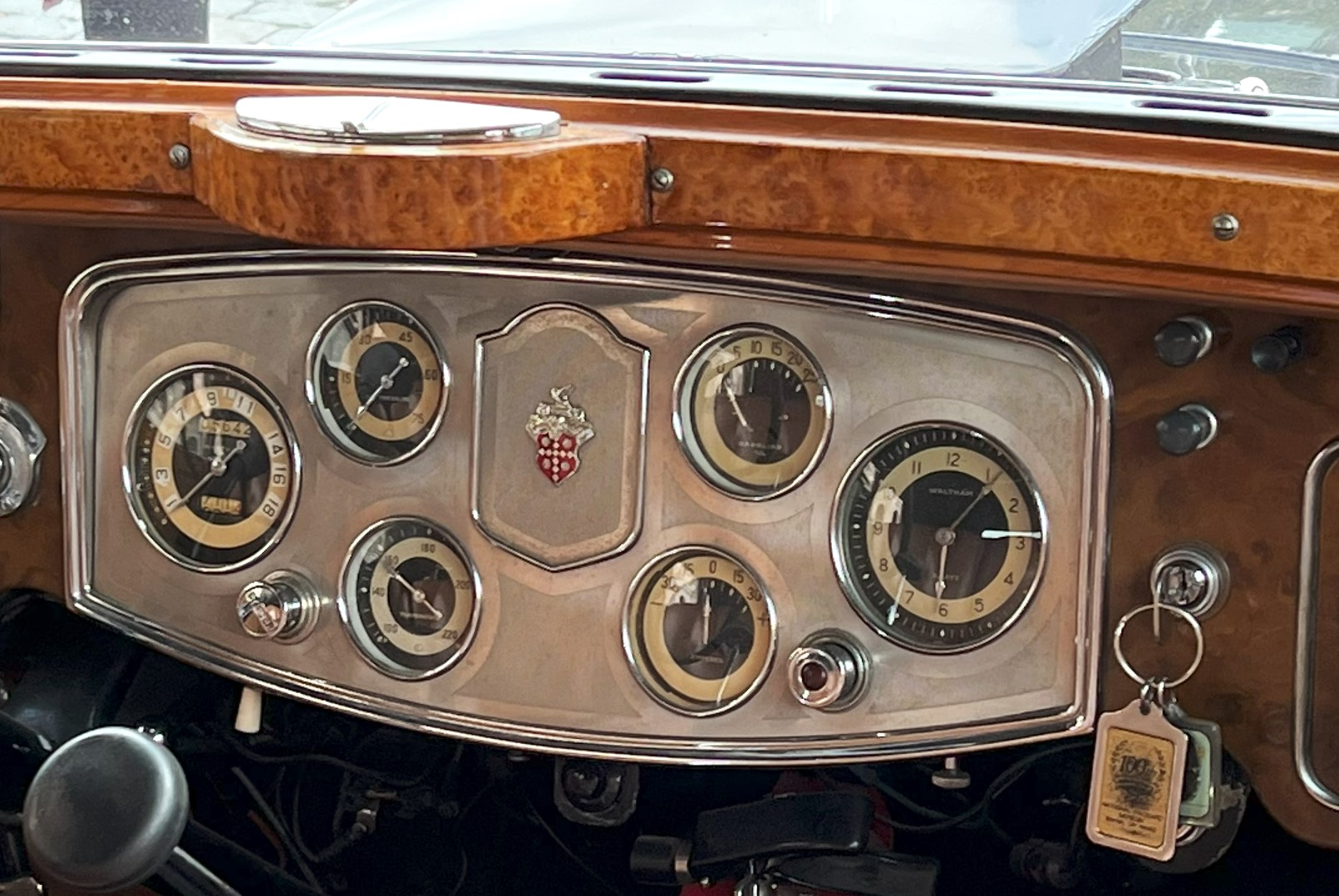
Instrumentkluster i en 1934 års Packard Eight Convertible Sedan.

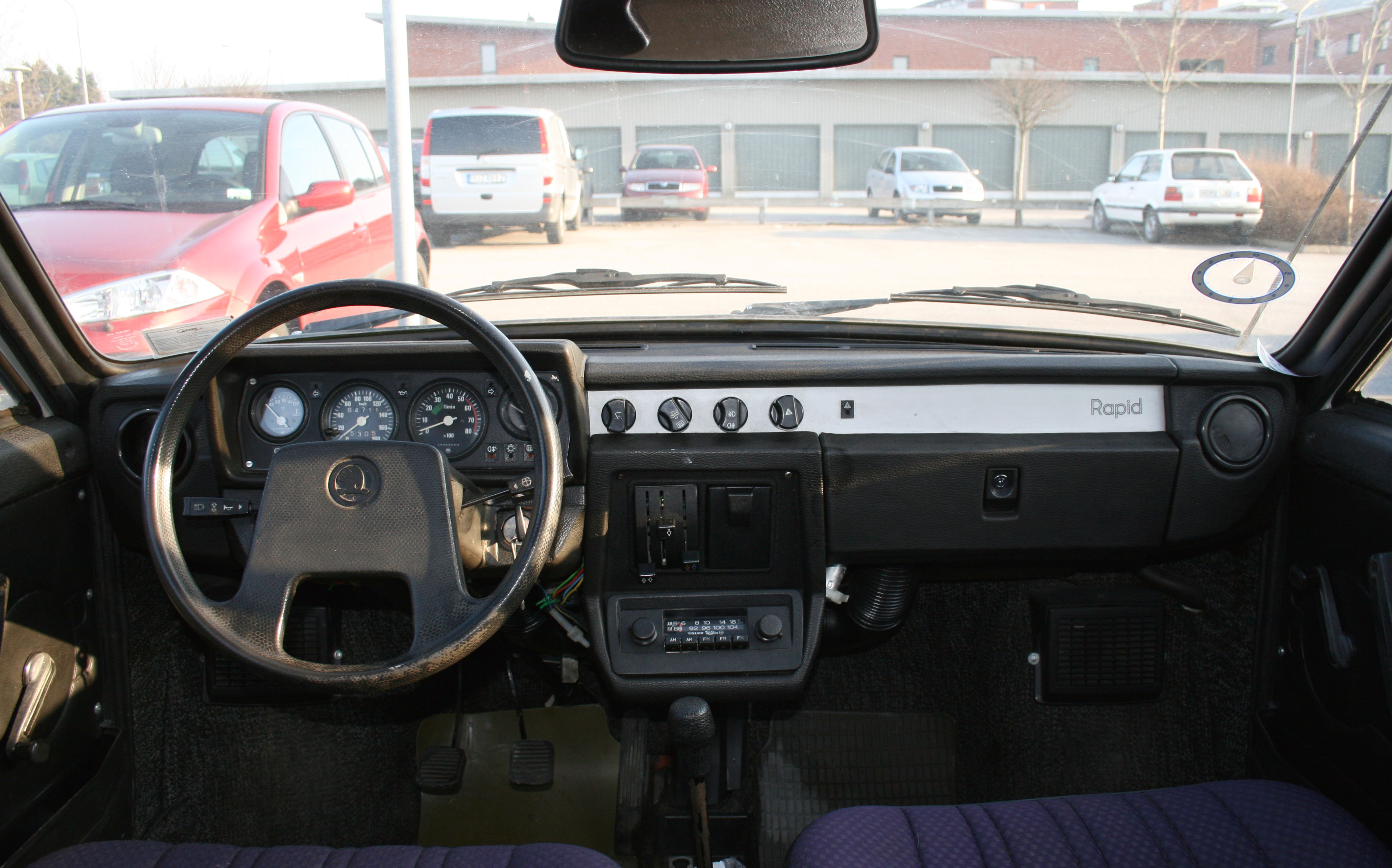
Instrumentbrädan i en Škoda Rapid.

En instrumentbräda eller instrumentpanel är den panel i ett fordon som sitter under vindrutan. Den innehåller vanligen ventilationsgaller, diverse reglage och ett instrumentkluster. Största delen av instrumentbrädan är dock friytor med stötupptagande paneler. I klustret finns olika instrument och indikatorlampor som ger information om motorns och bilens prestanda och funktion. De röda varnar för saker som ofta kräver direkta åtgärder och eller att bilen måste stannas medan gula informerar om fel eller problem som inte behöver åtgärdas direkt.
Vanliga mätare är:
- Hastighetsmätare
- Varvräknare
- Bränslemätare
- Temperaturmätare

## Kontrollampor[3]

Lågt oljetryck.
Fel på ABS-bromsarna.
Fel på airbag-systemet.
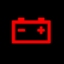
Batteriet laddas inte.
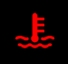
För hög motortemperatur.
Låg spolarvätskenivå.
Åtdragen parkeringsbroms eller låg bromsvätskenivå.
Lite bränsle kvar.
Dimbakljus är påslagna.
ESPen kan vara felaktig.
Avgasreningen kan vara felaktig. Även kallad Motorlampa.